# Jacob Abbott
Jacob Abbott (Hallowell, Maine, 14 de novembre de 1803 – Farmington, Maine, 31 d'octubre de 1879) va ser un clergue i escriptor estatunidenc de 180 llibres, la majoria destinat a un públic juvenil.
Jacob Abbott va néixer a Hallowell, Maine. Es va graduar per la Universitat de Bowdoin el 1820 i va estudiar al Andover Theological Seminary de 1821 a 1824. Va treballar com a tutor de 1824-1825 i després va esdevenir professor de matemàtiques i filosofia natural a la Universitat de Amherst fins a 1829. Va obtenir una llicència per predicar per part de l'Hampshire Association el 1826;va fundar la Mount Vernon School for Young Ladies a Boston el 1829 i en va ser el director de 1829 a 1833. Va ser pastor de la Eliot Congregational Church (que ell mateix va fundar), a Roxbury, Massachusetts entre els anys 1834 i 1835. Va fundar juntament amb els seus germans el Abbot's Institute, del qual va ser director de 1845 a 1848, càrrec que va ocupar més endavant de nou a la Vernon School for Boys a la ciutat de Nova York.
És més conegut per la sèrie de vint-i-vuit llibres sobre el noi Rollo i el seus amics. Va ser un autor prolífic, va escriure ficció juvenil, històries breus, biografies, llibres religiosos per al lector general i alguns treballs de ciència popular. Va morir a Farmington, on va passar gran part del seu temps després de 1839.

## Obres destacades
- Cleopatra, (1903)[3]
- Sèrie Rollo (28 volums)
- History of Julius Caesar
- History of King Charles II of England[4]
- Jonas on a Farm in Winter
- Marco Pauls Voyages and Travels - Vermont
- Mary Erskine